# Himara

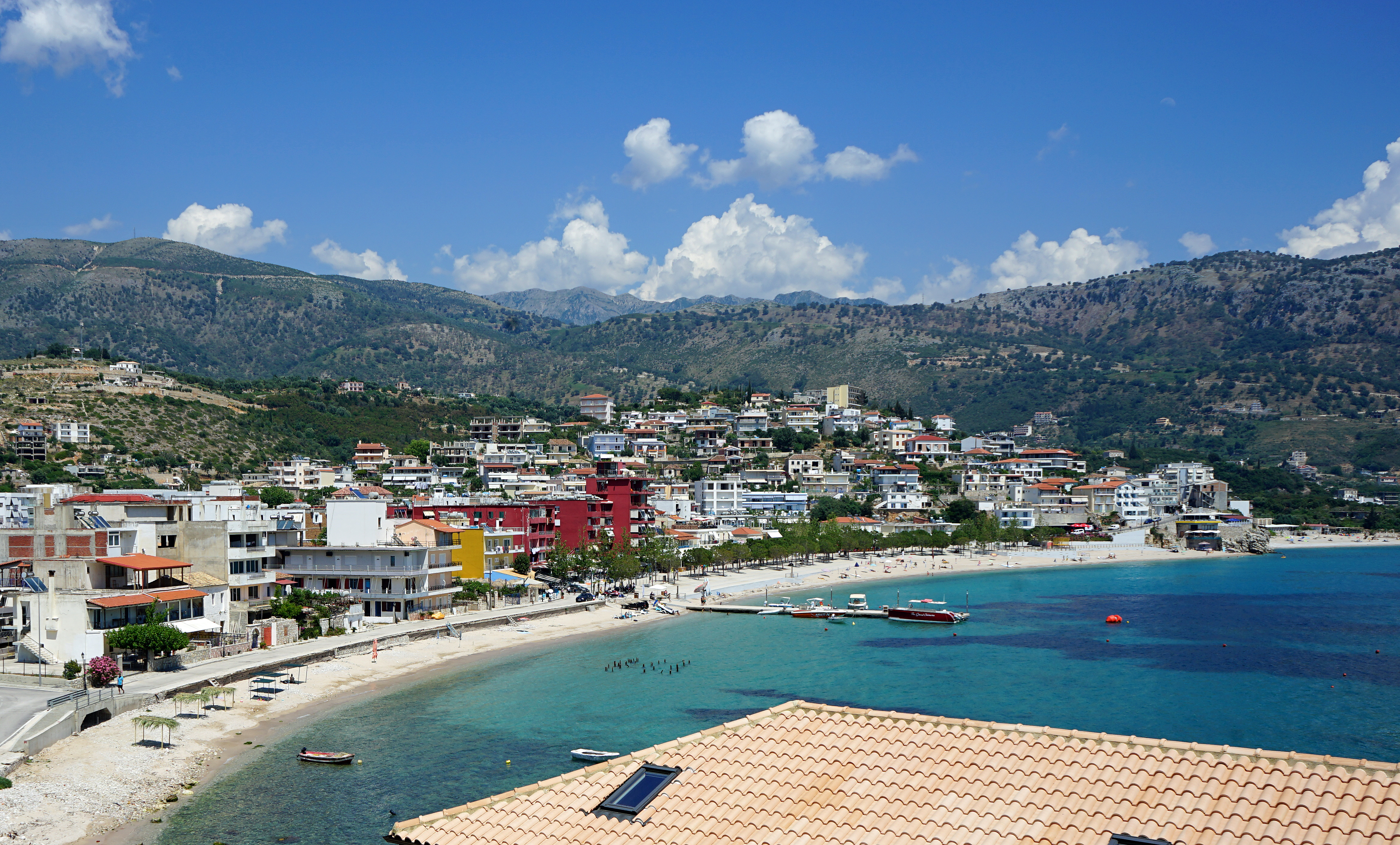
Himara.

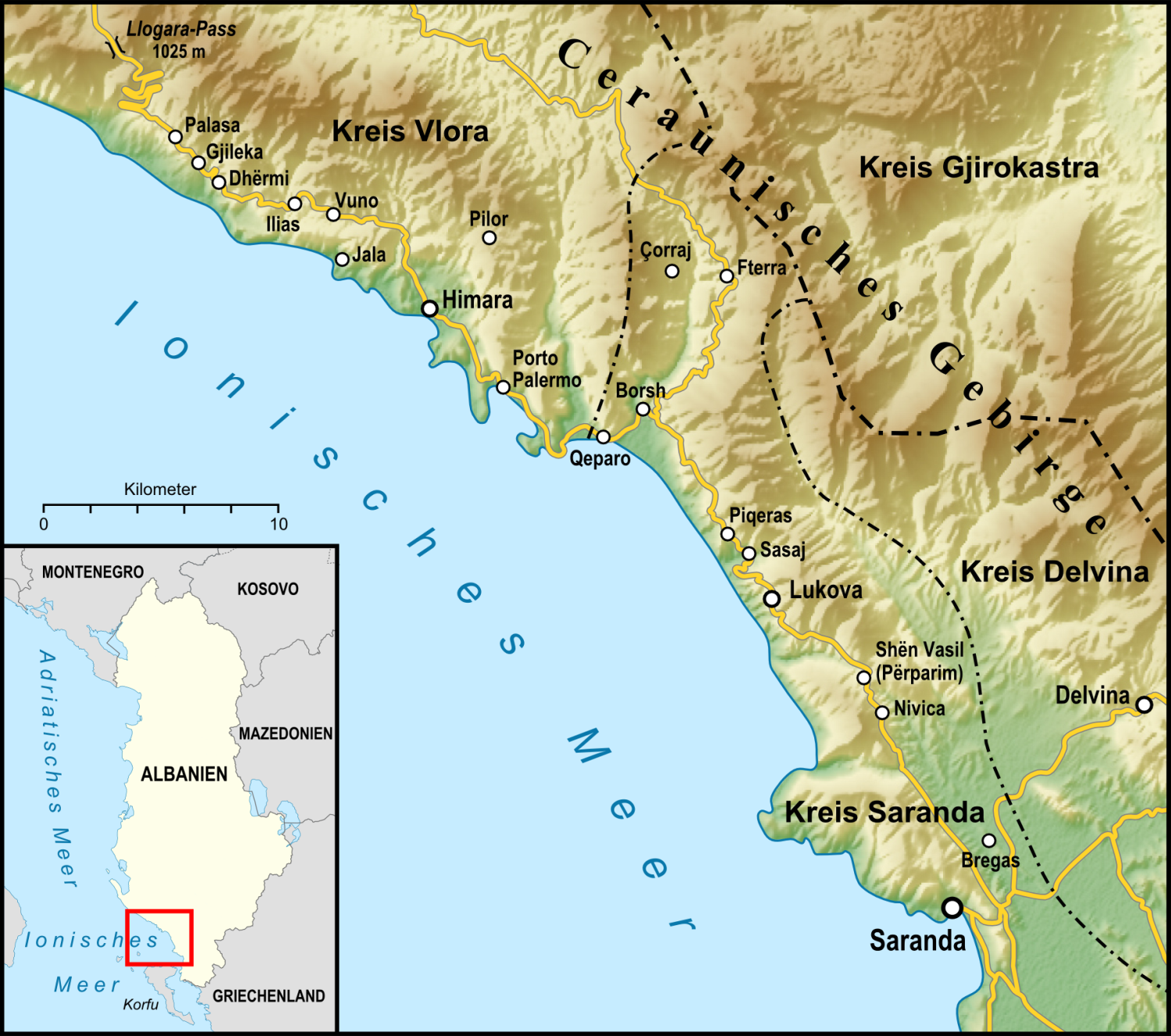
Topografisk karta över Himara och Albanska rivieran.

Himara (albanska: Himarë med böjningsformen Himara; grekiska: Χειμάρρα) är en kommun och stad med 3 214 invånare (2001) i Vlorë prefektur och regionen Himara i södra Albanien. Orten är belägen  vid Joniska havet. De stränder som finns är naturliga. Porto Palermo är en populär hamn i Himara som Ali Pasha Tepelena av Jannina gav som en gåva till sin unga fru Vasilikia. Stranden Palasa är känd som platsen där Julius Caesar och hans trupper landsteg i sitt krig mot Pompejus.
Mycket investeras i utvecklingen av turismen i Himara, där även de grekiska minoriteterna deltar.